# Samsung Galaxy Ace 2

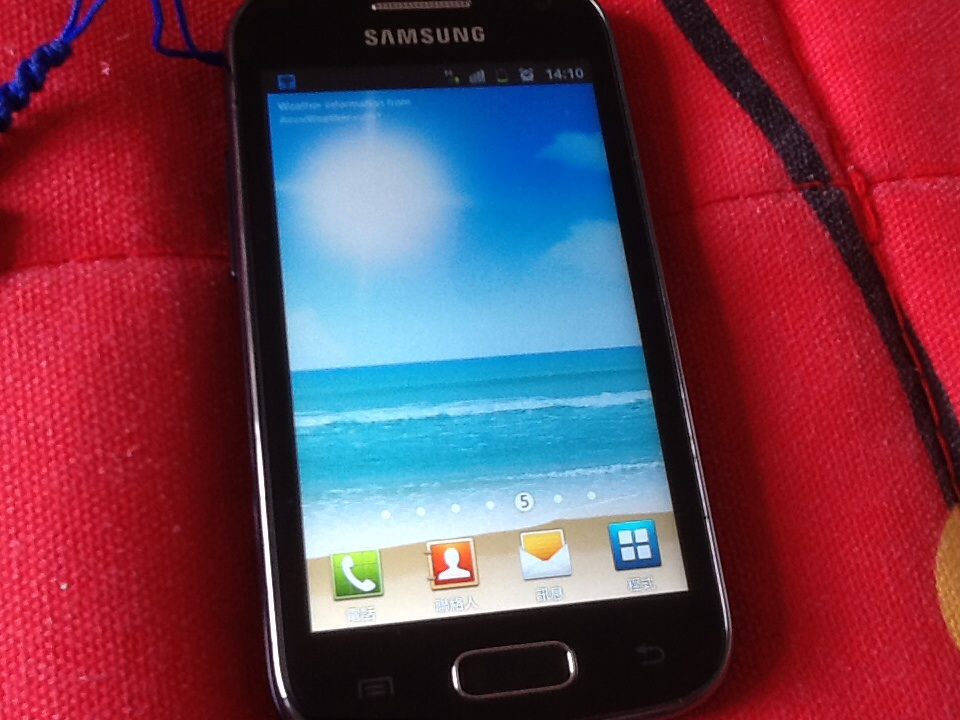
Teléfono Samsung Galaxy Ace 2

El Samsung Galaxy Ace 2 (GT-I8160) es un teléfono inteligente de gama media-alta fabricado por Samsung, anunciado en febrero de 2012, un mes después de su antecesor, el Galaxy Ace Plus, y un año después del modelo original, el Galaxy Ace.
Usa el sistema operativo Android y tiene una pantalla multitáctil capacitiva LCD PLS.

## Características
Este terminal cuenta con un procesador dual core a 800 MHz (1 procesador y 2 núcleos) y una memoria RAM de 768 MB, lo que garantiza un equipo bastante potente para pertenecer a la gama media. Su pantalla es de 3,8" con una resolución de 480 x 800 (~ 246 ppi) de tecnología PLS TFT. Su memoria interna es de 4 GB (1,1 GB para aplicaciones y juegos y 1GB para fotos, videos y música) con ranura para micro SD de hasta 32 GB. Su cámara es de 5 MP manteniendo el legado de su antecesor, con la diferencia de que puede grabar videos en HD a 720 píxeles.

## Batería
La batería tiene una capacidad de 1500 mAh superando los 1350 mAh del galaxy ACE.
- Tiempo en conversación 	980 min (2G) / 450 min (3G)
- Tiempo en espera 	670 h (2G) / 640 (3G)

## Cámara
- Resolución de la cámara 5 MP (2560 x 1920 px)
- Flash LED
- Autoenfoque
- Modo disparo: Un solo disparo, Belleza, Disp. Sonrisa, Panorámica, Toma de acción, Animación, Autorretrato
- Efectos fotográficos: Negativo, Escala de grises, Sepia
- Cámara delantera: VGA 0,3 MP

## Video
- Reproductor de vídeo: 3GP, AVI, MPEG4
- Grabador de vídeo: 720p / 30 fps
- Streaming: Sí
- Videollamada: Sí
- videos preliminares

## Sonido
- Reproductor de música
- Conector 3.5 mm
- Radio FM estéreo
- Grabadora de voz
- Aplicación de grabación de música

## Trabajo y oficina
- Visor/Editor de documentos (Polaris Office)
- Modalidad offline (Modo avión)
- Explorador de archivos
- Comandos por voz
- Características especiales (Exchange ActiveSync)

## Conectividad
- Bluetooth 3.0
- USB 2.0
- Conexión como módem (permite utilizar el terminal como punto de acceso de internet a otros dispositivos)
- AP móvil
- DLNA AllShare (Conecta el celular con la TV -la tv debe contar con la misma tecnología- )
- Outlook Sync mediante Kies
- WiFi (WiFi b/g/n) y WiFi Direct. Este último sirve para compartir archivos entre celulares que cuenten con esta tecnología
- AGPS / SW navegación 	AGPS / Google Navigation
- Aplicación Sync con PC 	Kies

## Gestión de información personal
- Calendario
- Agenda
- Lista de tareas
- Reloj
- Hora mundial
- Alarma
- Calculadora
- Bloc de notas
- Cronómetro
- Temporizador
- Juegos

## Novedades
Las novedades con respecto al original Galaxy Ace, son: 
- Puede grabar en HD (720p).
- Posee cámara frontal VGA (para videollamadas).
- Su pantalla es más grande (de 3.8 pulgadas).
- Samsung confirmó que va a ser actualizado a Android 4.1.2 Jelly Bean.[1]
- La capacidad de la batería es de 1500 mAh.
- Soporta Flash Player y JAVA.
- Posee 4 GiB de memoria interna (expandibles hasta 32 GB).
- Su memoria RAM es de 768 MB.
- Comandos por voz (Desde enviar un mensaje o llamar hasta actualizar las redes sociales).
- Bluetooth 3.0.
- HSDPA 14.4 Mbit/s,/HSUPA 5.76 Mbit/s.
- NFC (Opcional).
- Su procesador es de doble núcleo esta vez a 800 MHz.
- Es más pesado aunque más fino.